# Upplands runinskrifter 481

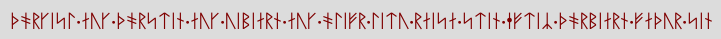
Runtexten på U 481

Upplands runinskrifter 481 är en runsten som står utanför Lagga kyrkas kyrkogårdsmur i Lagga socken, Uppland.

## Stenen
Stenens ursprungliga plats är okänd. Den låg som tröskelsten mellan kyrkans vapenhus och långhus när den på 1630-talet blev dokumenterad för första gången. 1872 restes runstenen utanför kyrkan på sin nuvarande plats.

## Inskriften

### Inskriften i runor[2]
ᚦᚬᚱᚴᛁᛋᛚ᛫ᛅᚢᚴ᛫ᚦᚬᚱᛋᛏᛁᚾ᛫ᛅᚢᚴ᛫ᚢᛁᛒᛁᛅᚱᚾ᛫ᛅᚢᚴ᛫ᚬᛚᛁᚠᚱ
ᛚᛁᛏᚢ᛫ᚱᛅᛁᛋᛅ᛫ᛋᛏᛁᚾ᛫ᛂᚠᛏᛁᛦ᛫ᚦᚬᚱᛒᛁᛅᚱᚾ᛫ᚠᛅᚦᚢᚱ᛫ᛋᛁᚾ
Translitterering av runraden:
× þorkis[l] -uk × þorstin auk × uibiarn × auk × olifr × --tu × raisa × stin × eftiʀ × þorbiarn × faþur × sin
Normalisering till runsvenska:
Þorgisl ok Þorstæinn ok Vibiorn ok Olæifʀ [le]tu ræisa stæin æftiʀ Þorbiorn, faður sinn.
Översättning till nusvenska:
Torgisl och Torsten och Vibjörn och Olev läto resa stenen efter Torbjörn sin fader.